# Tomaž Globočnik
Tomas Globočnik, né le 17 avril 1972 à Kranj, est un biathlète slovène. 

## Biographie
Il s'est converti au biathlon en 1994, après avoir commencé sa carrière en tant que fondeur. Il participe à deux éditions des Jeux olympiques en 1998 et 2002, obtenant comme meilleur résultat individuel une onzième place sur l'individuel en 2002. Entre-temps, il monte sur son seul podium individuel en carrière lorsqu'il termine troisième de la mass start d'Oberhof durant la saison 2000-2001. Il prend sa retraite sportive à l'issue des Championnats du monde 2003, où il est notamment cinquième de l'individuel.

## Palmarès

### Jeux olympiques d'hiver
| Épreuve / Édition                   | Individuel | Sprint | Poursuite                        | Relais |
| Jeux olympiques 1998 Nagano         | 11e        | 33e    | Épreuve inexistante à cette date | 12e    |
| Jeux olympiques 2002 Salt Lake City | 18e        | 23e    | 19e                              | 10e    |

Légende :
- — : pas de participation à l'épreuve
- : pas d'épreuve

### Championnats du monde
| Mondiaux \ Épreuve       | individuel        | Sprint            | Poursuite                        | Départ en masse                  | Relais            | Course par équipes               |
| 1995 Antholz Anterselva  | -                 | 65e               | Épreuve inexistante à cette date | Épreuve inexistante à cette date | 14e               | —                                |
| 1996 Ruhpolding          | 57e               | 31e               | Épreuve inexistante à cette date | Épreuve inexistante à cette date | 19e               | —                                |
| 1997 Osrblie             | 61e               | 39e               | 38e                              | Épreuve inexistante à cette date | 14e               | 5e                               |
| 1998 Pokljuka Hochfilzen | JO Nagano         | JO Nagano         | 20e                              | Épreuve inexistante à cette date | JO Nagano         | 9e                               |
| 1999 Kontiolahti Oslo    | 34e               | 45e               | 41e                              | -                                | 7e                | Épreuve inexistante à cette date |
| 2000 Oslo Lahti          | 33e               | 58e               | 52e                              | -                                | 14e               | Épreuve inexistante à cette date |
| 2001 Pokljuka            | 40e               | 18e               | 18e                              | 13e                              | 7e                | Épreuve inexistante à cette date |
| 2002 Oslo                | JO Salt Lake City | JO Salt Lake City | JO Salt Lake City                | 18e                              | JO Salt Lake City | Épreuve inexistante à cette date |
| 2003 Khanty-Mansiïsk     | 5e                | 38e               | 34e                              | 16e                              | 5e                | Épreuve inexistante à cette date |

Légende :

 : épreuve inexistante à cette date

— : pas de participation à cette épreuve

### Coupe du monde
- Meilleur classement général : 14e en 2001.
- 1 podium individuel : 1 troisième place.
- 1 podium en relais : 1 troisième place.

#### Classements annuels
| Année | Classement général final |
| 1996  | 47e                      |
| 1997  | 32e                      |
| 1998  | 31e                      |
| 1999  | 43e                      |
| 2000  | 41e                      |
| 2001  | 14e                      |
| 2002  | 21e                      |
| 2003  | 141e                     |